# Gaston de Montheau
Guy Joseph Gaston de Montheau (Paris, 19 janvier 1828 - Paris 17e, 17 février 1867) est un auteur dramatique et poète français.

## Biographie
Ses pièces ont été représentées sur les plus grandes scènes parisiennes du XIXe siècle : Théâtre des Variétés, Théâtre de la Gaité, Théâtre du Vaudeville, Théâtre-Français, etc.

## Œuvres
- Passe-temps de duchesse, comédie en 1 acte, en prose
- La Course au plaisir, revue de 1851, en 2 actes et 3 tableaux, avec Michel Delaporte et Théodore Muret, 1851
- Mignon, comédie en 2 actes, mêlée de chant, 1851
- Les Trois Âges des Variétés, panorama dramatique en 1 acte, en vers, mêlé de couplets, 1851
- Un homme de cinquante ans, comédie-vaudeville en 1 acte, 1852
- Les Reines des bals publics, folie-vaudeville en 1 acte, avec Delaporte, 1852
- La Forêt de Sénart, drame en 3 actes, 1853
- Les Femmes du monde, comédie vaudeville en 5 actes, avec Eugène Cormon et Eugène Grangé, 1853
- La Fille de Madame Grégoire, vaudeville en un acte, avec Delaporte, 1853
- Brelan de maris, comédie-vaudeville en 1 acte, avec Paul-Aimé Chapelle Laurencin, 1854
- M. Bannelet, comédie-vaudeville en 1 acte, avec Charles Nuitter, 1854
- Où passerai-je mes soirées, comédie-vaudeville en 1 acte, avec Charles Potier, 1854
- Le Fils de la France, cantate, 1856
- A Pie IX (8 juin 1862), ode, 1862